# Chachacomani
Der Chachacomani (auch Chachakomani) ist ein 6074 m hoher Berg in der  Cordillera Real im  Departamento La Paz in Bolivien. Der Berg wurde erstmals im Jahr 1947 durch die Deutschen Friedrich Fritz und Günther Bucholtz sowie die Bolivianer Gustavo Moeller, Douglas Moore, Isaias Paz und Guillermo Sanjinés bestiegen.